# Coupe de la CEMAC 2013
Navigation
Édition précédente Édition suivante
La Coupe de la CEMAC 2013 est la quinzième édition de cette compétition d'Afrique centrale. Organisée au Gabon, elle est remportée par le Gabon.

## Phase de groupes

### Groupe A
| Équipe             | Pts | J | V | N | D | Bp | Bc |
| ------------------ | --- | - | - | - | - | -- | -- |
| Gabon              | 6   | 2 | 2 | 0 | 0 | 5  | 1  |
| Cameroun           | 3   | 2 | 1 | 0 | 1 | 2  | 4  |
| Guinée équatoriale | 0   | 2 | 0 | 0 | 2 | 2  | 4  |

| 9 décembre 2013 | Gabon                                        | 3-0 | Cameroun |                                                   |                                                   |
|                 | Makon 13e (csc) · Mouele 38e · Yacouya 90+2e |     |          | Arbitrage : Flavien Soumou ( République du Congo) | Arbitrage : Flavien Soumou ( République du Congo) |

| 12 décembre 2013 | Cameroun      | 2-1 | Guinée équatoriale |                                            |                                            |
|                  | Makon 57e 67e |     | 31e Peque          | Arbitrage : Mahamat Alladj Allaou ( Tchad) | Arbitrage : Mahamat Alladj Allaou ( Tchad) |

| 15 décembre 2013 | Gabon         | 2-1 | Guinée équatoriale |                                                              |                                                              |
|                  | Cousin 5e 71e |     | 27e Fidjeu         | Arbitrage : Jean Marie Koyakobo ( République centrafricaine) | Arbitrage : Jean Marie Koyakobo ( République centrafricaine) |

### Groupe B
| Équipe       | Pts | J | V | N | D | Bp | Bc |
| ------------ | --- | - | - | - | - | -- | -- |
| Centrafrique | 3   | 2 | 1 | 1 | 0 | 1  | 0  |
| Congo        | 3   | 2 | 1 | 1 | 0 | 1  | 0  |
| Tchad        | 0   | 2 | 0 | 0 | 2 | 0  | 2  |

| 11 décembre 2013 | Tchad | 0-1 | Congo    |                                        |                                        |
|                  |       |     | 27e Ndey | Arbitrage : Juenkou Wandji ( Cameroun) | Arbitrage : Juenkou Wandji ( Cameroun) |

| 13 décembre 2013 | Centrafrique | 1-0 | Tchad |                                           |                                           |
|                  | Limane 7e    |     |       | Arbitrage : Yves Roponat Mbourou ( Gabon) | Arbitrage : Yves Roponat Mbourou ( Gabon) |

| 16 décembre 2013 | Congo             | 0-0 | Centrafrique |                                               |
|                  |                   |     |              | Arbitrage : Esono Eyang ( Guinée équatoriale) |
|                  | Tirs au but 4 – 5 |     |              |                                               |

## Tour final

### Demi-finales
| 18 décembre 2013 | Gabon         | 1-0 | Congo |                                            |                                            |
|                  | Daniel Cousin |     |       | Arbitrage : Mahamat Alladj Allaou ( Tchad) | Arbitrage : Mahamat Alladj Allaou ( Tchad) |

| 18 décembre 2013 | Centrafrique    | 2-2 a. p. | Cameroun | Bitam ( Gabon)                            |
|                  |                 |           |          | Arbitrage : Yves Roponat Mbourou ( Gabon) |
|                  | Tirs au but 4-3 |           |          |                                           |

### Match pour la3eplace
| 20 décembre 2013 | Congo              | 2-1 | Cameroun | Franceville ( Gabon) |
|                  | Kololory 18e 45+1e |     |          |                      |

### Finale
| 21 décembre 2013 | Gabon                                       | 2-0 | Centrafrique |                                               |                                               |
|                  | Bonaventure Sokambi 33e · Daniel Cousin 75e |     |              | Arbitrage : Esono Eyang ( Guinée équatoriale) | Arbitrage : Esono Eyang ( Guinée équatoriale) |